# Sabine Riewenherm
Sabine Riewenherm  (* 15. August 1962 in Ostercappeln) ist eine deutsche Biologin und seit September 2021 Präsidentin des Bundesamtes für Naturschutz (BfN).

## Leben
Riewenherm studierte von 1985 bis 1991 Biologie an der Universität Osnabrück. 1989 war sie an der Organisation der Jahrestagung der Gesellschaft für Ökologie beteiligt und gab die Tagungsdokumentation heraus („Ökologie und Naturschutz im Agrarraum“). Sie schloss ihr Studium mit der Diplomarbeit „Populationsökologische Untersuchungen an Narthecium ossifragum(L.) Huds“ ab.
Nach ihrem Studium arbeitete Sabine Riewenherm als Wissenschaftsjournalistin und Buchautorin im Themenfeld Fortpflanzungsmedizin, u. a. als verantwortliche Redakteurin des Gen-ethischen Informationsdienstes. Von 2003 bis 2011 war sie wissenschaftliche Referentin der Bundestagsfraktion Bündnis 90/Die Grünen. In dieser Zeit begleitete sie zahlreiche Gesetzgebungsverfahren zur Biotechnologie und Bioethik.
2011 trat sie in den rheinland-pfälzischen Landesdienst ein. Dort war sie in verschiedenen Positionen für das Umweltministerium Rheinland-Pfalz tätig, in Berlin als Referatsleiterin bei der Landesvertretung Rheinland-Pfalz für die Koordination der Bundesangelegenheiten, in Mainz als Mitglied im Aufsichtsrat der Forschungsanstalt AgroScience, als Referentin für den Agrar- und Umweltausschuss im Bundesrat, als Leiterin des Ministerinbüros von Ulrike Höfken sowie als Koordinatorin für die Angelegenheiten des Nationalparks Hunsrück-Hochwald.
Seit dem 1. April 2020 war sie die Präsidentin des Landesamtes für Umwelt Rheinland-Pfalz.
Im Juli 2021 gab das Bundesministerium für Umwelt, Naturschutz und Reaktorsicherheit bekannt, dass Riewenherm zum 1. September 2021 auf Vorschlag von Bundesumweltministerin Svenja Schulze zur Präsidentin des Bundesamtes für Naturschutz ernannt wird.

## Fachliche Positionen
Agro-Gentechnik
Als Referentin für Biotechnologie und Bioethik der Bundestagsfraktion Bündnis 90/Die Grünen: „Gentechnisch veränderte Pflanzen sind nicht Teil der Lösung, sondern Teil des Problems. Die Verheißungen der Befürworter der Agro-Gentechnik – Ertragssteigerungen, Anpassung an schlechte Klima-, Boden- oder Wasserverhältnisse – sind bloße Versprechungen geblieben. […] Die bisherigen Erfahrungen mit dem Anbau gentechnisch veränderter Pflanzen zeigen: Ihr Anbau für den Fleischkonsum und den Rohstoffbedarf der Industrieländer treibt in Entwicklungs- und Schwellenländern die lokale Wirtschaft mit gewachsenen kleinbäuerlichen Strukturen in neue Abhängigkeiten und macht die regionalen Märkte kaputt.“
Hochwasservorsorge
Anlässlich der Veröffentlichung aktueller Hochwasser- und Starkregen-Vorsorgekarten durch ihre Landesbehörde im Frühjahr 2021, mehrere Monate vor der Flutkatastrophe im Ahrtal: „Anhand einer Landschaftsanalyse und unserer Fachkenntnis über extreme Starkregenereignisse konnten wir die grundsätzliche Gefährdung von Ortschaften ermitteln. Damit erhalten die Verbandsgemeinden und Städte eine erste Einschätzung zur Gefährdungssituation. Sie können so erkennen, worauf in den ,Hochwasser- und Starkregenvorsorgekonzepten' für diese Extremereignisse besonders zu achten ist.“
Gentechnisch veränderte Viren
„Wer vorschlägt, gentechnisch veränderte, sich selbst ausbreitende Viren freizusetzen, übersieht oder unterschätzt die Dynamik eines Virus, das von Wirt zu Wirt wandern kann. Diese Dynamik der Selbstausbreitung verleiht Viren ein erhebliches Potenzial, ihre biologischen Eigenschaften zu verändern, sobald sie in die Umwelt gelangen. Eine solche Entwicklung birgt Gefahren, nicht zuletzt für unsere Natur“.

## Veröffentlichungen (Auswahl)
- Lesben und Karriere. In: 18. Bundesweiter Kongress von Frauen in Naturwissenschaft und Technik 28. – 31. Mai 1992 in Bremen, Dokumentation. (1992) S. 42–54.
- … und am Abend ein schönes Buch über Feminismus lesen . In: Koryphäe – Medium für feministische Naturwissenschaft und Technik 6 (11): (1992) ISSN 0938-2992, S. 32–35.
- Let's talk about sex. Gene und Geschlechter. In: Gen-ethischer Informationsdienst 105 (1995) ISSN 0935-2481, S. 22–24. Berlin.
- mit Susanne Billig: Tiere als Ersatzteillager. In: Gen-Ethischer Informationsdienst 118 (1997) ISSN 0935-2481, S. 26–29.
- mit Susanne Billig: Der Pollen fliegt, wohin er will. Öko-Landbau und Gentechnologie. In: AgrarBündnis e.V. (Hrsg.), Der kritische Agrarbericht 1997. Rheda-Wiedenbrück, S. 250–252.
- Xenotransplantation – Tiere als Organspender, S. 102–115. In: Maris, Bart (Hrsg.), Die Schöpfung verbessern?. Verlag Urachhaus 1997, Stuttgart, ISBN 978-3-8251-7174-2
- Gentechnologie. Verlag Rotbuch 3000 2000, Hamburg, ISBN 978-3-434-53510-2
- Natürlich homo? Zur Suche nach biologischen Ursachen für Homosexualität. In: Forum Wissenschaft (2000)(3) ISSN 0178-6563, S. 25–29.
- Die Wunschgeneration. Basiswissen zur Fortpflanzungsmedizin. Verlag Orlanda Frauenverlag 2001, ISBN 978-3-929823-80-6
- mit Ute Sprenger: Von Salbei und Wruken – seltene Kulturpflanzen. Hrsg. vom Ministerium für Landwirtschaft, Umweltschutz und Raumordnung des Landes Brandenburg, Referat Presse- und Öffentlichkeitsarbeit. Potsdam. (2002), 95 S.
- … Schließlich geht es um die Nutzung von Frauenkörpern In: Psychologie heute 29: Weinheim. (2002) ISSN 011035382 0340-1677, S. 46–51.
- Der Widerstand von Frauen gegen die Gen- und Reproduktionstechnologien. In: Koryphäe: Medium für feministische Naturwissenschaft und Technik 34: (2003) ISSN 0938-2992, S. 23–28.